# Frauen im Militär
Frauen im Militär haben über die Jahrhunderte hinweg beträchtlich unterschiedliche Rollen im Militär gespielt. In früheren Epochen haben die meisten Kulturen und Staaten den Zugang zu den Streitkräften aus unterschiedlichen Gründen stark beschränkt oder ganz verwehrt. Dennoch finden sich in der Militärgeschichte viele Einzelbeispiele für Frauen, die in verschiedenen Aufgaben in den Streitkräften ihrer Länder dienten oder kämpften. In vielen Fällen war dies den beteiligten Frauen jedoch nur dadurch möglich, dass sie sich als Mann verkleideten.
Heute lassen die meisten Staaten Frauen zu ihren Streitkräften zu. Eine Einschränkung wird jedoch von der Mehrzahl dieser Staaten noch immer für die Beteiligung an Kampfhandlungen gemacht. Eine Wehrpflicht für Frauen besteht in Bolivien, der Elfenbeinküste, Eritrea, Israel, Nordkorea, Norwegen, Schweden, Sudan und Tschad. Ab 2026 gilt dies auch in Dänemark.

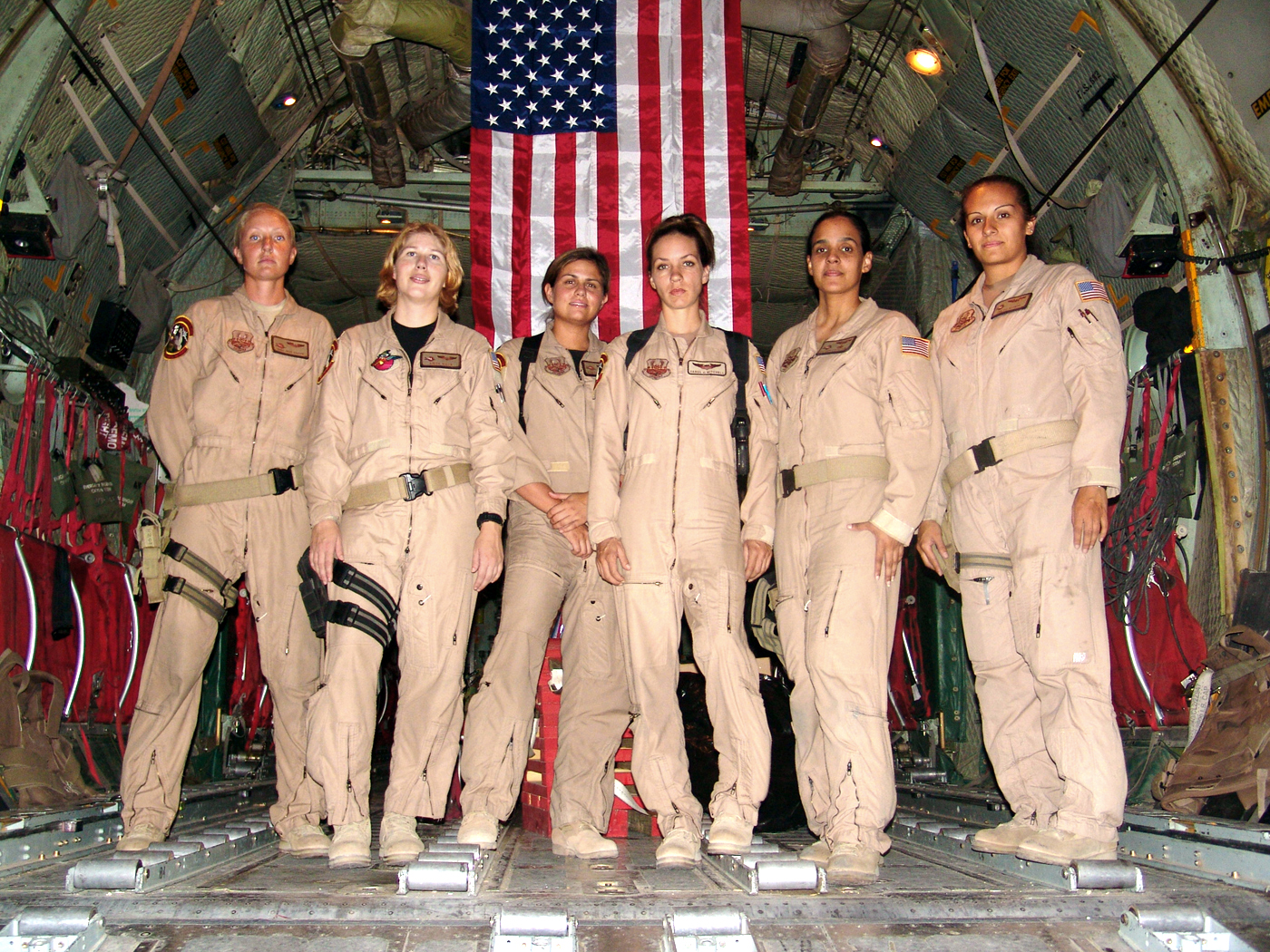
Die erste rein weibliche Besatzung einer Lockheed C-130 im Kampfeinsatz (U.S. Air Force 2005)

Weltkarte zur Gleichbehandlung von Frauen in Streitkräften (2024, Indikatoren in Dateibeschreibung)

Zulassung oder Wehrpflicht von Frauen in Streitkräften (2024: Orange: freiwilliger Dienst für Frauen und Männer; Grüne Farbtöne: Wehrpflicht für Frauen und Männer; Blaue Farbtöne: Wehrpflicht für Männer, Frauen freiwillig.)

## Frauen im Krieg vor dem 20. Jahrhundert
Abseits von Mythen wird nur in wenigen Fällen vor dem 20. Jahrhundert von der offenen Teilhabe von Frauen in Armeen berichtet. Weniger strikt wurde jedoch oft die Teilnahme von Frauen in Widerstandsbewegungen oder bei Belagerungen gehandhabt – bekannte Beispiele sind etwa die Amerikanerin Margaret Corbin oder die Spanierin Agustina de Aragón, die als Zivilpersonen Geschütze abfeuerten und danach als Soldatinnen anerkannt wurden. Anders gelagert sind die Einzelfälle von „Heldenjungfrauen“ wie Jeanne d’Arc oder die verkleidete Eleonore Prochaska, die nachträglich mythisch aufgeladen wurden. In Fällen wie Philis de La Charce und Jeanne Hachette wurden auch kleine Kampfeinsätze von Zivilistinnen legendär ausgeschmückt und sie zu Heldinnen erklärt. Wurde der Tross oder eine Stadt angegriffen, kam es auch zur Beteiligung von Frauen an Kampfhandlungen. Kriegsrechtliche Trennungen zwischen Kombattanten und Nichtkombattanten setzten sich erst ab dem späten 17. Jahrhundert durch.

### Frauen als Kriegerinnen

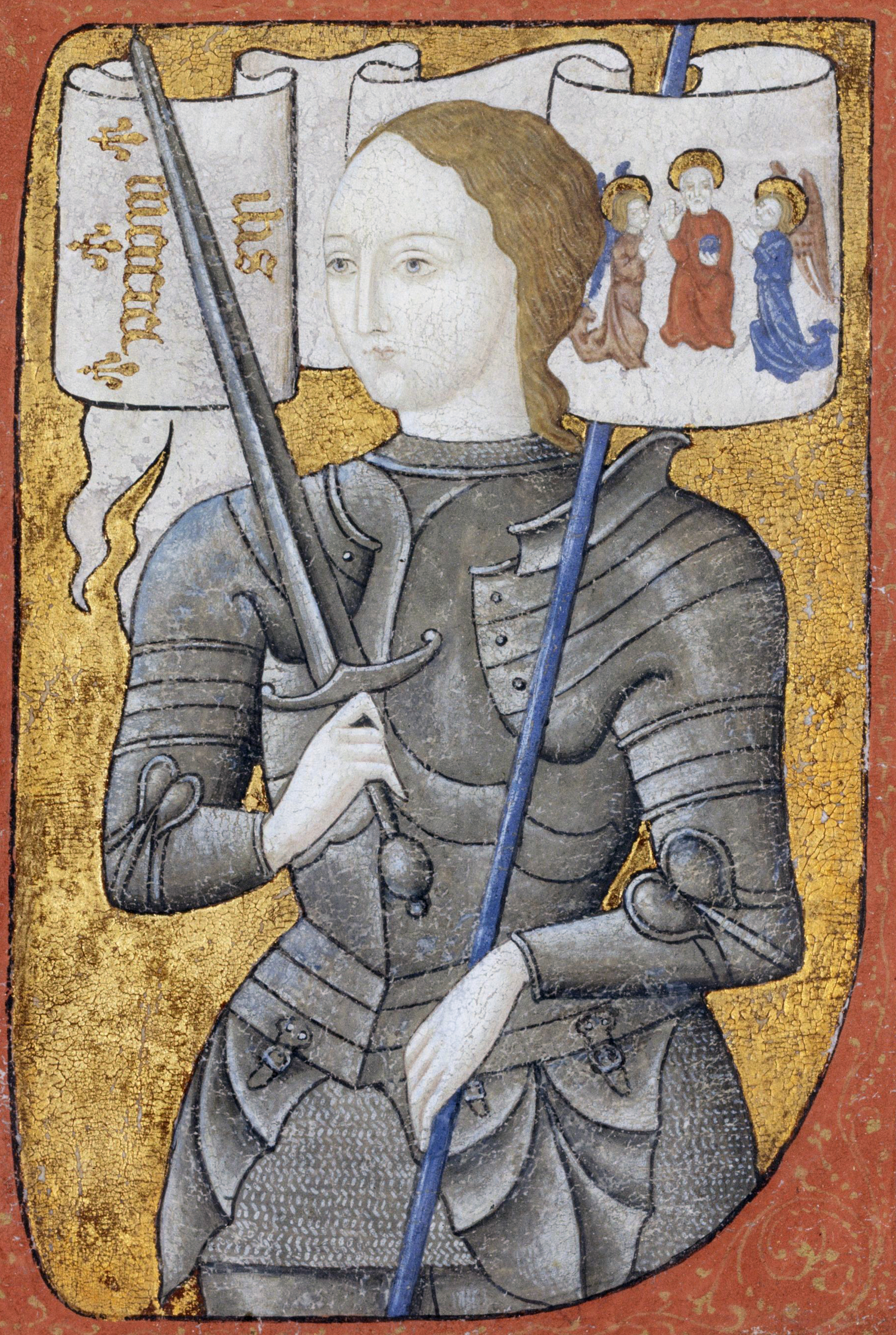
Jeanne d’Arc in einer Ritterrüstung (Miniaturmalerei 15. Jahrhundert)

Das Bild von Kriegerinnen, die gleichberechtigt mit Männern an Kämpfen teilnehmen, findet sich etwa in nordischen und griechischen Mythen (Walküren, Schildmaiden, Amazonen). Die antike Götterwelt kennt zahlreiche bewaffnete Göttinnen (Artemis/Diana oder Athene/Minerva), ebenso wie andere Mythologien (etwa Kali, Durga, Andraste). Der Amazonenmythos wird von Herodot mit den tatsächlich existierenden Sarmaten verknüpft, welche ihm zufolge von Skythen und Amazonen abstammten. Tatsächlich wurden sarmatische Frauengräber mit Waffenbeigaben gefunden, was zumindest eine hohe Stellung dieser Frauen belegt, auch wenn die Beweislage für sarmatische Kriegerinnen wie etwa Amage dünn ist.

#### Frauen als Befehlshaberinnen in der Antike
Auch die Rolle der Frau als Heerführerin ist selten belegt, selbst in dem Fall, dass sie die Regentschaft über ihr Land ausübte. In zahlreichen Fällen wurde die Rolle dieser Frauen zudem entweder ins Heroische übersteigert oder aber durch Gegner herabgewürdigt, zudem sind die Zeugnisse zu fragmentarisch für gesicherte Angaben.
- In Ägypten waren auch weibliche Pharaonen die Oberbefehlshaber der Streitkräfte: So führte Ahhotep I. im 17. Jahrhundert v. Chr. den Befreiungskampf gegen die Hyksos, und Hatschepsut ließ im 15. Jahrhundert v. Chr. fast 22 Jahre lang militärische Feldzüge durchführen. Dies belegt jedoch keine persönliche Teilnahme im Feld.
- In China soll im 13. Jahrhundert v. Chr. die Königin Fu Hao die Streitmacht ihres Mannes übernommen und siegreich in mehrere Schlachten geführt haben. Im 2. Jahrhundert war Huang Guigu eine Armeeführerin unter Qin Shihuangdi.
- Im Nahen Osten gab es mehrere durch ihre Kriegsführung bekannte Herrscherinnen wie die Assyrerin Šammuramat (9. Jahrhundert v. Chr.), die Massagetenkönigin Tomyris (6. Jahrhundert v. Chr.) und die Herrscherin Palmyras Zenobia (2. Jahrhundert).
- Aus Japan ist Jingū als legendäre Herrscherin überliefert, die eine Invasion Koreas leitete.
- Aus Griechenland sind etwa die Stadtgründerin Messene und die Flottenbefehlshaberin Artemisia I. als Befehlshaberinnen überliefert.
- Aus Großbritannien berichtete Geoffrey von Monmouth von den Sagenköniginnen Gwendolen und Cordelia, die zu unterschiedlichen Zeiten jeweils gegen Männer zogen und siegten. Historisch bezeugt ist hingegen Boudicca, die im Jahr 60 den britischen Stamm der Icener gegen das römische Heer führte.
- Aus Vietnam ist Triệu Thị Trinh als Heerführerin in der Rebellion des Jahrs 248 gegen das chinesische Kaiserreich bekannt.

#### Dahomey
Ein prominentes Beispiel einer weiblichen, vormodernen Armee (Agojie) gab es im westafrikanischen Königreich Dahomey, welches vom 17. bis zu seinem Untergang im 19. Jahrhundert über eine Frauenarmee verfügte. Diese Truppe wurde von Offizierinnen, und streng getrennt von der männlichen Armee geführt.
Zur Entstehungsgeschichte dieser Frauenarmee existieren unterschiedliche und ungesicherte Angaben. Das Elitekorps der Frauen bildete vor allem die Palastgarde. Da Männern der Zutritt zum Palast untersagt war, wird vermutet, dass die Frauenarmee ursprünglich für den Schutz des königlichen Harems gebildet worden war. Eine andere populäre Theorie besagt, dass sich eine weibliche Scheintruppe (aufgestellt zur Täuschung des Gegners) entgegen den Erwartungen in einer Schlacht bewährte.
Bezeugt wurde die Beteiligung der königlichen Elitetruppe an der Einnahme von Ouidah 1730. Hundert Jahre später soll König Gezo erstmals die Frauenregimenter in regulären Schlachten eingesetzt haben, vermutlich um seine Palastgarde in innenpolitischen Auseinandersetzungen zu stärken. Von insgesamt 12.000 Soldaten gab es 5000 Kriegerinnen, die in der westlichen Rezeption als „Amazonen“ bezeichnet wurden.

#### Hakka-Kultur und Taiping-Aufstand
In der südchinesischen Kultur der Hakka waren Kämpferinnen und ein Aufstieg bis in Offiziersränge nicht unüblich. Während des maßgeblich durch Hakka gestützten Taiping-Aufstandes lagerten weibliche Kämpfer getrennt von den Männern, entsprechend der christlichen Ideologie des Führers Hong Xiuquan. Da Soldatinnen in dieser Zeit weltweit und nicht zuletzt gerade in China als Besonderheit galten, legten zahlreiche Berichterstatter auf diesen Umstand einen Fokus. Eine tatsächliche Emanzipationsleistung wird dem Taiping-Aufstand allerdings heute nicht mehr zugesprochen.

### Frauen als Motivationsstifter in der Schlacht
Von verschiedenen Kampfverbänden ist überliefert, dass Frauen am Rand des Schlachtfelds die Kämpfenden anfeuerten. Entsprechende Berichte finden sich über die Germanen in Tacitus Germania, laut der der ganze Familienverband an Kämpfen teilnahm. In der vor- und frühislamischen, arabischen Tradition war es üblich, dass Priesterinnen die Kämpfenden begleiteten und in der Schlacht mit Musik und Geschrei anfeuerten. Auch in der Schlacht von Maiwand soll die junge Frau Malalai durch ihren Gesang zum Sieg der afghanischen Truppen beigetragen haben. Sie wird heute als Nationalheldin geehrt.

### Von der frühen Neuzeit bis zur Moderne
Im Zuge der Bildung von Berufsarmeen wurden Frauen im europäischen Militärwesen ab dem 17. Jahrhundert immer weniger geduldet.

#### Frauen im Tross
Frauen, ebenso wie zivile Lieferanten, Händler und Handwerker waren im Europa des 16. bis 18. Jahrhunderts fester Bestandteil des Trosses, und spielten damit eine maßgebliche, wenn auch indirekte Rolle während des Kriegsgeschehens. Von etwa dem Jahr 1500 bis zum Ende des Dreißigjährigen Kriegs 1648 waren Söldnerheere an der Tagesordnung, die speziell für Kriege angeheuert wurden. Ehefrauen von Offizieren, Söldnern oder Handwerkern begleiteten diese, bereiteten das Essen zu, übernahmen Lagerdienste oder sogar Schanzarbeiten und betätigten sich gemeinhin als Dienstleister im Lager. Somit gab es im Söldnertross Mägde, Köchinnen, Krankenpflegerinnen, Krämerinnen und Marketenderinnen, Prostituierte und Tagelöhnerinnen, die häufig auch mitsamt Kindern den Söldnern folgten, diese versorgten sowie an der gemachten Beute partizipierten. Zur Organisation des Trosses gab es spezielle Offiziere, etwa den sogenannten Hurenweibel.
Nach den Auswüchsen des Dreißigjährigen Kriegs kam es zur Bildung von stehenden Heeren und der Professionalisierung der Armeen. Mit dem Aufkommen von Heereslogistik und Quartiermeistern sollte der Tross verschlankt werden, der zuvor bis zur anderthalbfachen Größe der kämpfenden Truppe angewachsen war und mit seinem entsprechenden Materialverbrauch und der notwendigen Versorgung mehr denn je die Schwachstelle des Heeres darstellte. Im Kriegsfall stießen die sorgfältigen Planungen dennoch häufig an strukturelle Grenzen: Die Preußische Armee sah etwa Plätze für Soldatenfrauen in den Kasernen vor und brachte diese noch im Siebenjährigen Krieg auch mit ins Feld. Der offiziell klein gehaltene Tross wurde nach wie vor durch zusätzlich angeheuertes oder angelocktes (auch weibliches) Personal ergänzt.
Frauen und Kinder im Gefolge des Heers galten den Befehlshabern allerdings zunehmend als Hauptgrund für Disziplinlosigkeit in der Truppe und Kriminalität im Lager. Prostitution, uneheliche Beziehungen und schließlich die Anwesenheit von Frauen wurden durch Vorschriften immer weiter unterbunden, bis Frauen zu Beginn des 19. Jahrhunderts vollständig aus dem Selbstverständnis moderner europäischer Heere verbannt wurden.

#### Hilfsdienste bei der Artillerie
Bei der Artillerie wurden Frauen für Hilfsdienste eingesetzt, namentlich als Wasserträgerinnen: Die Kanonenrohre mussten nach dem Feuern ausgewaschen werden, um Funken zu löschen und Rückstände von Schießpulver zu entfernen. Erst danach konnte das Geschütz erneut abgefeuert werden. Die Aufgabe, Wasser für diesen Zweck herbeizutragen, wurde oft Frauen übertragen. Hierin liegt der historische Kern der Legende von Molly Pitcher, einer angeblichen Heldin des amerikanischen Unabhängigkeitskriegs, die 1778 in der Schlacht von Monmouth die Kanone ihres Mannes weiterbedient haben soll, als dieser ausgefallen war.

#### Als Männer verkleidet
Als Männer verkleidete Soldatinnen stellten – trotz gelegentlicher Berühmtheit – eher historische Ausnahmefälle dar, sodass keine allgemeingültigen Aussagen möglich sind. Manche wurden bereits unwissentlich in Verkleidung rekrutiert; wieder andere hatten Mitwisser oder schleusten sich als Ersatz eines gefallenen Kämpfers ein. Als Skandal wurden weibliche Soldaten aber erst wahrgenommen, als sich die rein männliche Berufsarmee herausgebildet hatte. Entsprechend gibt es zur Behandlung von Soldatinnen nach der Entdeckung ihres Geschlechts sehr unterschiedliche Berichte – je nach Region, Bräuchen und dem gegebenenfalls bereits demonstrierten Kampfgeschick wurden sie bestraft, aus der Armee verbannt oder gar ehrenhaft entlassen. In für sie günstigen Fällen durften sie sogar bis Kriegsende weiterkämpfen und erhielten später Pensionszahlungen – diese Praxis ist bis zu Beginn des 19. Jahrhunderts lückenhaft dokumentiert. In weiteren Fällen wurde das tatsächliche Geschlecht allerdings erst nach dem Tod der Kämpfenden festgestellt.

#### Lazarettpersonal
Aufgrund der historischen Situation der Verbannung aus dem Tross wurden Frauen in zahlreichen Ländern bis ins 19. Jahrhundert nicht einmal mehr als Pflegepersonal in Lazaretten geduldet. In England stand das Berufsbild der Krankenschwester – gerade außerhalb der karitativ tätigen Ordensgemeinschaften – um 1850 in dem schlechten Ruf von Alkoholismus, Unzuverlässigkeit und Prostitution. Doch auch männliche Pfleger waren selten gut ausgebildet: zuweilen wurden Leichtverwundete ohne Grundlagenwissen als Pfleger eingesetzt. Anlässlich der Zustände in den Feldlazaretten des Krimkriegs setzte die Britin Florence Nightingale eine grundlegende Reform des Pflege-, Gesundheits- und Sanitätswesens in Gang, wobei sie gegen entsprechende gesellschaftliche Widerstände und Vorurteile ankämpfte. Auch in den USA gab es im Sezessionskrieg eine entsprechende Bewegung, deren namhafte Vertreterinnen Clara Barton, Mary Edwards Walker und Dorothea Dix waren. Als Pflegepersonal war somit ab Ende des 19. Jahrhunderts wieder ein einziges Betätigungsfeld für Frauen im Militär möglich, jedoch meist ohne entsprechenden Rang.

## Frauen im Militär ab dem 20. Jahrhundert
Eine maßgebliche Gegenbewegung gegen die Verdrängung der Frauen aus dem Kriegsgeschehen im 18. und 19. Jahrhundert lässt sich in mehreren Ländern erst ab dem Ersten Weltkrieg nachweisen, als der militärische Erfolg mehr als zuvor von der industriellen Produktion der am Krieg beteiligten Länder abhing. Tausende von Männern, die zuvor in Rüstungsbetrieben gearbeitet hatten, wurden zum Wehrdienst herangezogen. Aus der Notwendigkeit heraus, die Produktion fortzusetzen, wurden daher Frauen in erheblichem Umfang in den betreffenden Betrieben beschäftigt. Dort übernahmen sie Arbeiten, die bislang Männern vorbehalten waren. Nach Kriegsende kehrte ein großer Teil der Frauen wieder in ihre traditionellen Rollen zurück. Im Zweiten Weltkrieg wiederholte sich diese Entwicklung in größerem Umfang. Hinzu kam nun zum ersten Mal eine zahlenmäßig nennenswerte Beteiligung von Frauen in den Streitkräften einiger beteiligter Länder. Dafür wurden in der Regel spezielle, separate Einheiten geschaffen, wie zum Beispiel in den USA die Women Airforce Service Pilots. In allen solchen Fällen waren diese Einheiten nur temporär gedacht und wurden nach Kriegsende wieder abgeschafft.

### Australien
Frauen wurden im Zweiten Weltkrieg in Australien vornehmlich als Hilfspersonal eingesetzt. Dies begann mit der Formierung der WAAAF (Women’s Auxiliary Australian Air Force), welche von März 1941 bis Dezember 1947 bestand und zugleich den größten der Frauenhilfsdienste darstellte. Der Einsatz war bereits seit dem Januar 1940 diskutiert worden, da Australien ohne die Mobilisierung zusätzlicher Kräfte den Verpflichtungen des British Commonwealth Air Training Plan nicht nachkommen konnte. Bis in den August 1945 verpflichteten sich 27.000 Frauen bei der WAAAF.
Nach diesem Vorbild wurden auch die Australian Women’s Army Service (AWAS, umfasste 1944 20.000 Frauen) und die Women’s Royal Australian Naval Service (WRANS, umfasste 3000 Frauen) gebildet. Alle wurden nach Kriegsende wieder sukzessive bis 1947 abgewickelt. Keine Militärorganisation war hingegen die Australian Women’s Land Army, bei der es sich um einen freiwilligen Landarbeiterinnendienst während des Weltkriegs handelte.
Bereits mit dem Koreakrieg wurden Frauen ab 1951 wieder angeworben, wenn auch in wesentlich bescheidenerem Ausmaß. Der neu ins Leben gerufene WRANS beschränkte Frauendienst auf australische Marinestützpunkte mit zunächst 250 Stellen. Er wurde 1959 als permanente Institution beibehalten und bis 1970 auf knapp 700 Stellen ausgebaut. Anstelle der WAAAF wurde 1951 die WRAAF Women’s Royal Australian Air Force (WRAAF) ins Leben gerufen, welche jedoch nie größere Bedeutung erlangte und 1977 in die normale RAAF eingegliedert wurde. Anstelle des AWAS wurde 1951 das Women’s Royal Australian Army Corps (WRAAC) gegründet. Die so rekrutierten, weiblichen Militärangehörigen wurden in verschiedenen Dienstleistungs-, Verwaltungs-, Lehr- und Logistiktätigkeiten eingesetzt. Bis Ende der 1970er Jahre fand eine weitgehende Eingliederung in den normalen Militärapparat statt.
Mit dem Gesetz, welches 1984 die Diskriminierung aufgrund des Geschlechts verbot, wurden die letzten getrennten Strukturen (insbesondere bei WRANS und RAN) aufgelöst. Ab 1992 konnten fast sämtliche Positionen geschlechtsunabhängig besetzt werden. Lediglich die Teilnahme an Kampfeinsätzen war Frauen bis ins Jahr 2013 verwehrt; mit Stand 2015 sind Frauen nicht in den Special Forces vertreten.

### Deutschland

#### Kaiserreich
Im Reichsheer wurde 1918 eine freiwillige Gruppe von 100.000 Frauen zu Fernsprecherinnen, Funkerinnen und Telegraphistinnen ausgebildet. Obwohl sie nicht Teil der Armee waren, unterstanden sie der Militärdisziplin und der Militärgerichtsbarkeit. Sie sollten die männlichen Soldaten in einer Nachrichtentruppe ersetzen. Das Kriegsende verhinderte dies und sie wurden nicht mehr eingesetzt.

#### Zeit des Nationalsozialismus

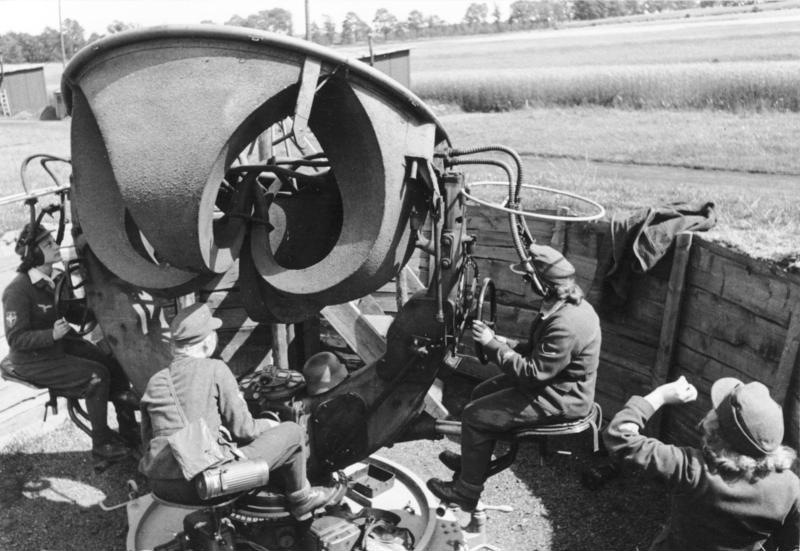
Flakhelferinnen der Wehrmacht 1943

Während der Zeit des Nationalsozialismus erhielten Jungen und Mädchen eine vormilitärische Ausbildung. Im Wehrgesetz von 1935 hieß es:

„Im Krieg ist über die Wehrpflicht hinaus jeder deutsche Mann und jede deutsche Frau zur Dienstleistung für das Vaterland verpflichtet.“

Dies legte die Grundlagen für den zivilen und bewaffneten Einsatz von Frauen im Zweiten Weltkrieg. Im Rahmen der Reichsarbeitsdienstpflicht wurden Frauen auch zivile Wehrmachthelferinnen. Durch sie konnte die Wehrmacht viele militärische Aufgabenbereiche auslagern. Obwohl Frauen aufgrund der nationalsozialistischen Ideologie vom Soldatenberuf ausgeschlossen waren, wurden während des Krieges mehrere hunderttausend Mädchen zwangsweise zum Dienst als Flakhelferinnen herangezogen.

#### DDR
In der NVA galt das Prinzip der Gleichberechtigung. Zwar waren Frauen grundsätzlich vom Wehrdienst befreit, ihnen standen jedoch auf freiwilliger Basis sämtliche Waffengattungen offen. Zunächst konnten sie nur in die unteren Dienstgradverhältnisse bis zum Fähnrich eintreten. Ab Jahrgang 1984 wurden jedoch auch die ersten weiblichen Offiziere in den Offiziershochschulen ausgebildet. Der höchste bekannte Dienstgrad eines weiblichen NVA-Offiziers war Oberst. Es sind hingegen keine Generalsdienstgrade bekannt, die an Frauen verliehen worden wären. Mit der Abschaffung der NVA im Jahr 1990 und der Eingliederung des militärischen Personals in die Strukturen der Bundeswehr standen die Frauen vor dem Problem, dass sie dort gesetzlich keine Existenzberechtigung hatten. Mit Befehl Nr. 41/90 veranlasste Verteidigungsminister Rainer Eppelmann daher die sofortige Entlassung aller weiblichen Armeeangehörigen mit Wirkung zum 30. September 1990 mit Ausnahme des medizinischen Dienstes. Für einige Planstellen wurde ihnen die Möglichkeit eingeräumt, ein neues Arbeitsverhältnis als Zivilbeschäftigte einzugehen. Weibliche Offiziers- und Fähnrichschülerinnen wurden in das System der zivilen Berufsvorbereitung eingegliedert und konnten ihr Studium an den NVA-Lehreinrichtungen als Zivilistinnen fortsetzen.

#### Bundesrepublik

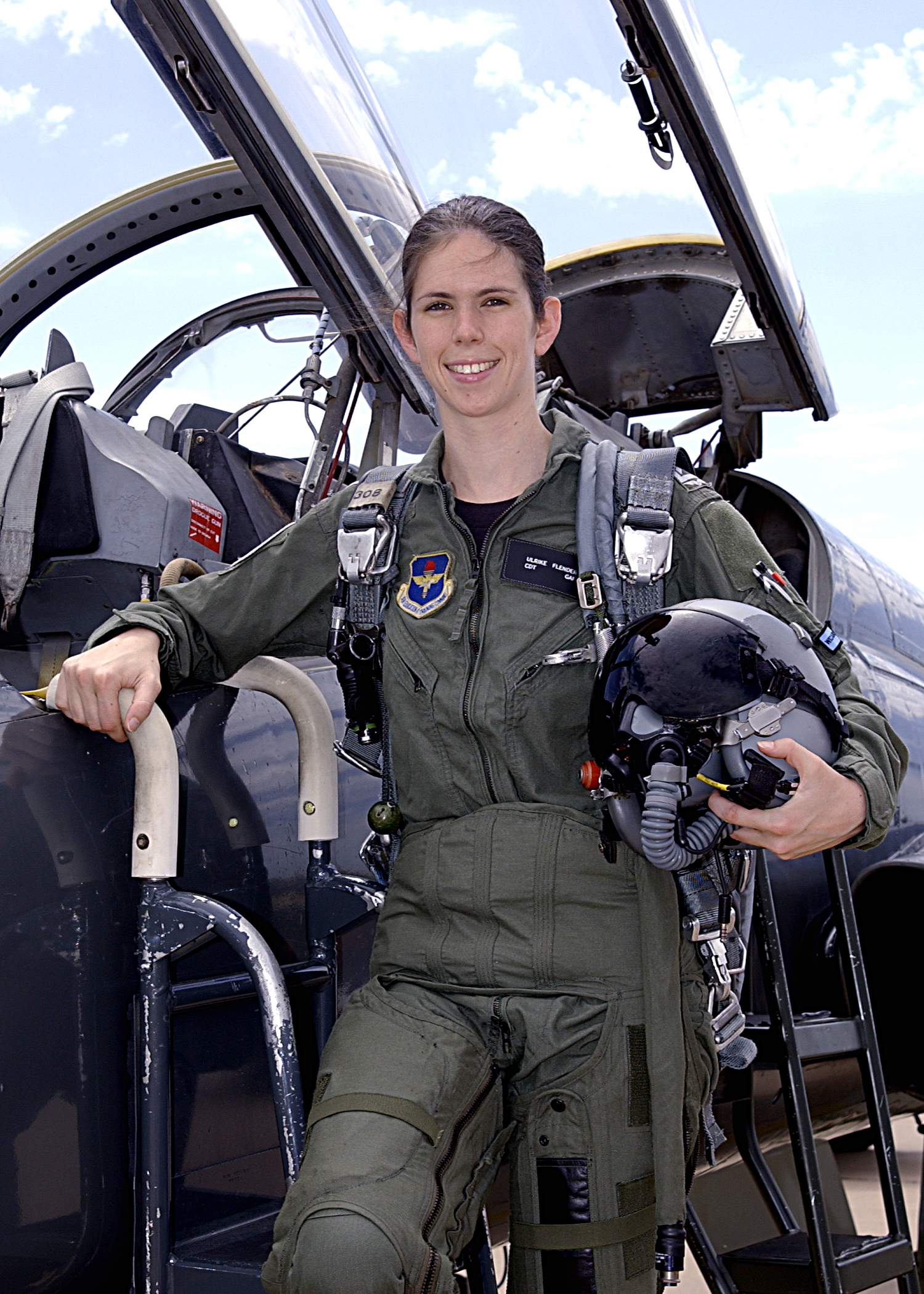
Ulrike Fitzer, erste Kampfpilotin der Luftwaffe

Nach der Gründung der Bundeswehr 1955 waren Frauen zunächst von sämtlichen militärischen Aufgaben ausgeschlossen. Das Grundgesetz der Bundesrepublik Deutschland bestimmte dazu im Zusammenhang mit der Dienstverpflichtung von Frauen im Verteidigungsfall in Art. 12a: „Sie [Frauen] dürfen auf keinen Fall Dienst mit der Waffe leisten“. Da jedoch im Grundgesetz die Trennung von Streitkräften und ziviler Wehrverwaltung festgeschrieben ist, waren Frauen von Beginn an in zivilen Funktionen für die Bundeswehr tätig. Im Jahr 2003 waren das 49.700 Frauen (über ein Drittel der Zivilbeschäftigten).
Am 19. Februar 1975 stimmte das Bundeskabinett der Regierung Helmut Schmidt dem Vorschlag des damaligen Verteidigungsministers Georg Leber zu, approbierte Ärztinnen, Zahnärztinnen, Tierärztinnen und Apothekerinnen als Sanitätsoffiziere in der Bundeswehr einzustellen. Nach Änderung des Soldatengesetzes und der Wehrdisziplinarordnung traten am 1. Oktober 1975 die ersten fünf weiblichen Sanitätsoffiziere ihren Dienst an. Diese Ausnahme wurde gemacht, da Sanitätssoldaten nach dem Völkerrecht nicht als Kombattanten gelten und demnach nicht angegriffen werden oder kämpfen dürfen. Da Verteidigung aus Notwehr oder als Nothilfe für Nichtkombattanten erlaubt ist, wurden diese Frauen auch mit einer Grundausbildung an der Waffe versehen.
Im Juni 1988 entschied Verteidigungsminister Rupert Scholz, dass Frauen alle Laufbahnen im Sanitäts- und Militärmusikdienst einschlagen konnten. Davor wurden nur Frauen mit Approbation in den jeweiligen Laufbahnen des Sanitätsdienstes eingestellt, jedoch keine Offizieranwärter. Am 1. Juni 1989 traten mit den einberufenen Rekruten erstmals 50 weibliche Sanitätsoffizier-Anwärter ihren Dienst bei den Streitkräften an. Ab Januar 1991 wurden auch Laufbahngruppen der Unteroffiziere und Mannschaften im Sanitätsdienst und im Militärmusikdienst für Frauen geöffnet. Am 1. April 1994 erreichte mit Verena von Weymarn die erste Frau in der Bundeswehr den Dienstgrad eines Generalarztes. Sie war damit die erste von bisher fünf Frauen in der Dienstgradgruppe der Generale. Die anderen sind Gesine Krüger, Erika Franke, Almut Nolte und Nicole Schilling. Franke wurde im Oktober 2013 die erste Frau, die den Dienstgrad eines Generalstabsarztes erreichte, Krüger die zweite (2016). Schilling wurde 2025 als erste Frau Generaloberstabsarzt.
Eine durchgreifende Änderung dieser Situation trat erst im neuen Jahrtausend durch eine Entscheidung des Europäischen Gerichtshofes ein, der am 11. Januar 2000 im Verfahren Tanja Kreil ./. Bundesrepublik Deutschland urteilte, dass die deutschen Rechtsvorschriften, die Frauen vollständig vom Dienst mit der Waffe ausschließen, gegen den gemeinschaftsrechtlichen Grundsatz der Gleichstellung von Männern und Frauen verstießen. Seit dem 1. Januar 2001 sind in Deutschland alle Laufbahnen der Bundeswehr uneingeschränkt für Frauen geöffnet. Ermöglicht wurde dies durch eine Verfassungsänderung, die nach dem Urteil des EuGH erforderlich war. Seitdem heißt es in Art. 12a GG: „Sie [Frauen] dürfen auf keinen Fall zum Dienst mit der Waffe verpflichtet werden“ (zuvor: „Sie dürfen auf keinen Fall Dienst mit der Waffe leisten.“). Die Umsetzung des EuGH-Urteils wird seit dem 1. Januar 2005 durch das Gesetz zur Durchsetzung der Gleichstellung von Soldatinnen und Soldaten der Bundeswehr geregelt. Dass die bis Juni 2011 bestehende allgemeine Wehrpflicht nur Männer betraf, steht nach einer Entscheidung des Bundesverfassungsgerichtes nicht im Widerspruch zum Gleichberechtigungsgrundsatz von Art. 3 GG.
In der Bundeswehr leisten 24.867 Soldatinnen Dienst, davon 7.056 Offiziere  (Mai 2025). Insgesamt stellen sie einen Anteil von 13,7 % aller Soldaten. Aufgrund der Erfahrungen in anderen Streitkräften erwartet die Bundeswehr, dass der Anteil von Frauen in den kommenden Jahren auf bis zu etwa 15 % ansteigen wird.
Der Bundesregierung liegen nach eigener Aussage keine Erkenntnisse darüber vor, dass die Integration von Frauen in den Streitkräften des Landes, von Einzelfällen abgesehen, zu Problemen führe. Für Frauen gelten geringere körperliche Leistungsanforderungen bei Aufnahmetest und späterer Berufsausübung.

### Frankreich
2010 betrug der Frauenanteil in den französischen Streitkräften 15,2 %. Frauen dürfen in sämtlichen Einheiten Dienst leisten, außer in der Aufstandsbekämpfung der Gendarmerie. 2017 gingen vier weibliche Offiziere nach einer zweijährigen Ausbildung an Bord eines französischen SNLE, um die erste siebzigtägige gemischtgeschlechtliche Patrouille Frankreichs zu absolvieren. Die nächste Generation französischer U-Boote ist für die Aufnahme von Frauen konzipiert. Dennoch ist der weibliche Anteil bei bestimmten Einheiten noch sehr gering, darunter die Marineinfanterie (Commandement des Fusiliers Marines Commando) (9 Soldatinnen = 0,4 %). Der Zugang zur französischen Fremdenlegion ist Frauen nach wie vor verwehrt, auch wenn es einige weibliche Offiziere und Unteroffiziere gibt, die vom französischen Heer für Verwaltungsaufgaben, Sanitätsdienst und in sonstige nicht kämpfende Teileinheiten zur Fremdenlegion versetzt wurden. Susan Travers war die erste und bis heute einzige Frau, die offiziell in der französischen Fremdenlegion diente. Sie nahm an Kämpfen im Zweiten Weltkrieg und im Indochinakrieg teil.
Die verpflichtende Wehrerfassung wurde nach der Aussetzung der Wehrpflicht Ende 2002 auch auf Mädchen ausgeweitet.

### Großbritannien
Die erste Einheit der Streitkräfte des Vereinigten Königreichs, in der Frauen eine Rolle spielten, war die Women’s Royal Air Force, eine Hilfseinheit der Royal Air Force, welche von 1918 bis 1920 existierte. Heute sind von 196.650 Soldaten im Vereinigten Königreich 17.900 Frauen, davon 3.670 Offiziere. Dies entspricht einem Anteil von 9,1 % und 11,2 % bei Offizieren.

### Israel

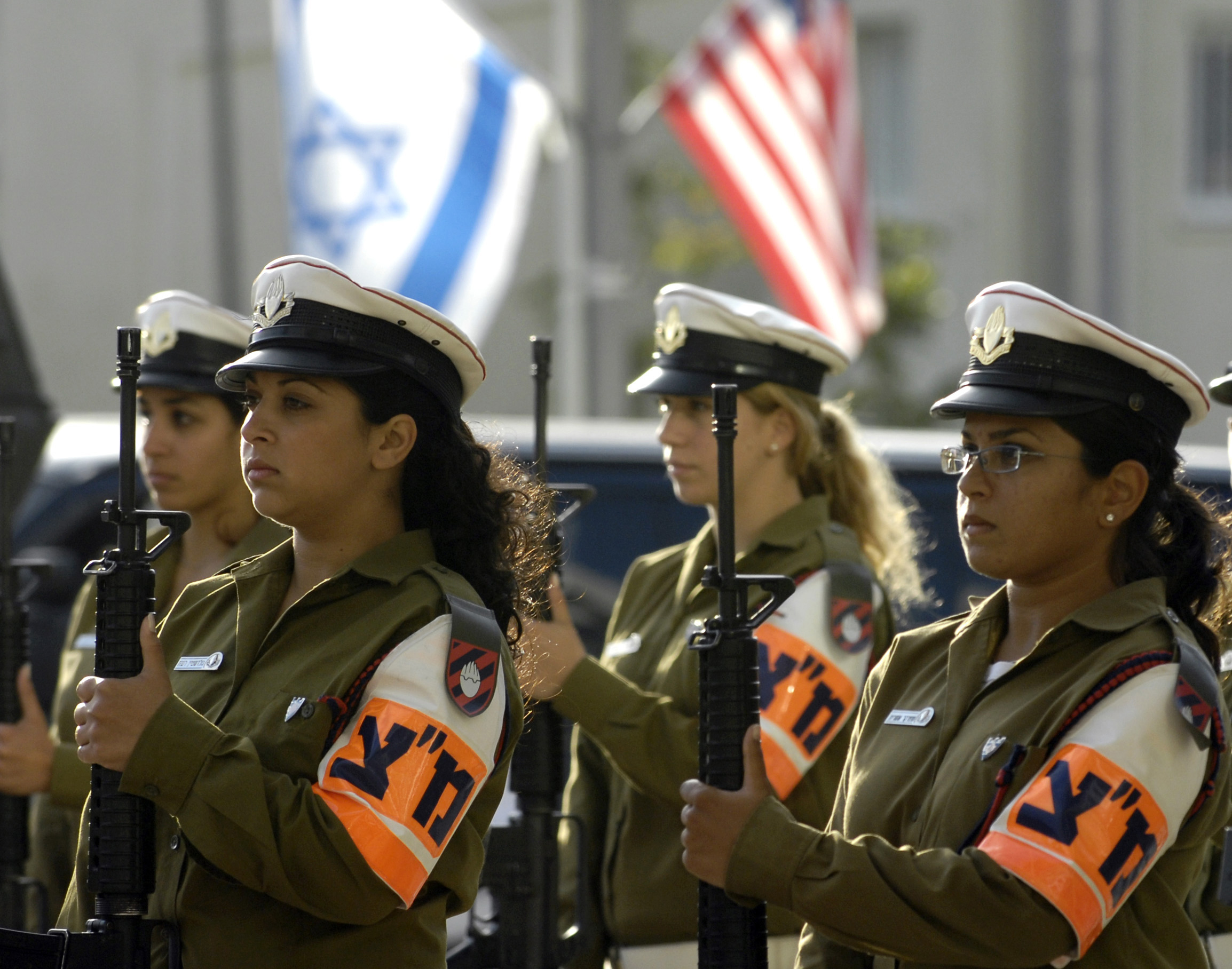
Soldatinnen der israelischen Militärpolizei, 2007

Bereits im Palästinakrieg dienten einige Frauen als Transportpilotinnen. Schon damals nahmen viele Frauen aufgrund des Personalmangels auch aktiv an Kampfhandlungen teil, später wurde ihnen aber der Dienst in Kampfeinheiten verwehrt.
In Israel unterliegen auch Frauen seit der Gründung Israels der allgemeinen Wehrpflicht. Jedoch ist ein Drittel der Frauen, meist aus religiösen Gründen, vom Dienst befreit (keinerlei Nachweispflicht nötig). Sie dienen stattdessen in einer Vielzahl von technischen und administrativen Unterstützungsposten. Israel ist eines der wenigen Länder der Welt, das einen Wehrdienst für Frauen vorsieht, der mit zwei Jahren allerdings kürzer als der dreijährige Wehrdienst für Männer ist und zudem besser bezahlt. Die Beteiligung an Kampfeinsätzen, die durch ein Gerichtsurteil aus dem Jahre 1994 erst wieder ermöglicht wurde, bleibt dagegen freiwillig.
In jenem Jahr erklagte Alice Miller, eine jüdische Einwanderin aus Südafrika, beim Obersten Gericht eine Grundsatzentscheidung, dass die israelische Luftwaffe ihre Pilotenausbildung für Frauen öffnen müsse. Während des Unabhängigkeitskrieges und dem Sinaifeldzug hatten Frauen bereits Transportmaschinen geflogen, jedoch schloss die Luftwaffe ihre Reihen für Frauen später wieder. Alice Miller scheiterte dann zwar beim Einstellungstest, aber trotzdem wurden aufgrund ihrer Initiative zahlreiche Verwendungen für Frauen geöffnet. Die erste Kampfpilotin erhielt ihr Fliegerabzeichen 2001. Seit 2005 stehen Frauen 83 % der militärischen Dienstposten offen, inklusive des Dienstes bei der Artillerie und auf Kriegsschiffen (mit Ausnahme von U-Booten), jedoch gibt es nur zwei Kampf-Bataillone, die sich aus beiden Geschlechtern zusammensetzen. Im Caracal Bataillon, benannt nach dem Wüstenluchs, dessen Sexualdimorphismus gering ist, sind mittlerweile 70 % der Soldaten Frauen. Der erfolgreiche Kampf einer Frauen-Panzerkompanie dieses Bataillons am 7. Oktober beim Terrorangriff der Hamas auf Israel 2023 in den Kibbuzim Sufa und Cholit war der erste Kriegseinsatz weiblicher Panzertruppen in Israel, eventuell sogar weltweit. Insgesamt dienen etwa 450 Frauen in Kampfeinheiten der Israelischen Sicherheitskräfte, sehr häufig in der Grenzpolizei. Jedoch bleibt der Einsatz in Kampfeinheiten für Frauen nach wie vor freiwillig.
Noch 2002 waren 33 % der beiden Leutnantsränge und 21 % der Hauptleute und Majore, jedoch nur 3 % der höheren Offiziere Frauen. Mit einer kontrovers diskutierten Entscheidung löste man 2004 das Frauenkorps-Kommando mit der Begründung auf, dass es ein Gegensatz und ein Hindernis für die volle Integration der Frau als normale Soldatin ohne Sonderstatus in die Streitkräfte sei. Auf Drängen von Feministen behielt der Generalstabschef den Posten des Beraters für Frauenangelegenheiten jedoch bei.
Ende 2011 betrug der Frauenanteil im israelischen Militär 33 %, bei Offizieren 51 %, bei der Kampftruppe 3 % und 15 % beim technischen Personal.

### Niederlande
Frauen dürfen in den Niederländischen Streitkräften dienen. Seit Januar 2020 gilt auch die Wehrpflicht für Frauen, allerdings bleibt die seit 1997 bestehende Aussetzung der Wehrpflicht bestehen.

### Norwegen

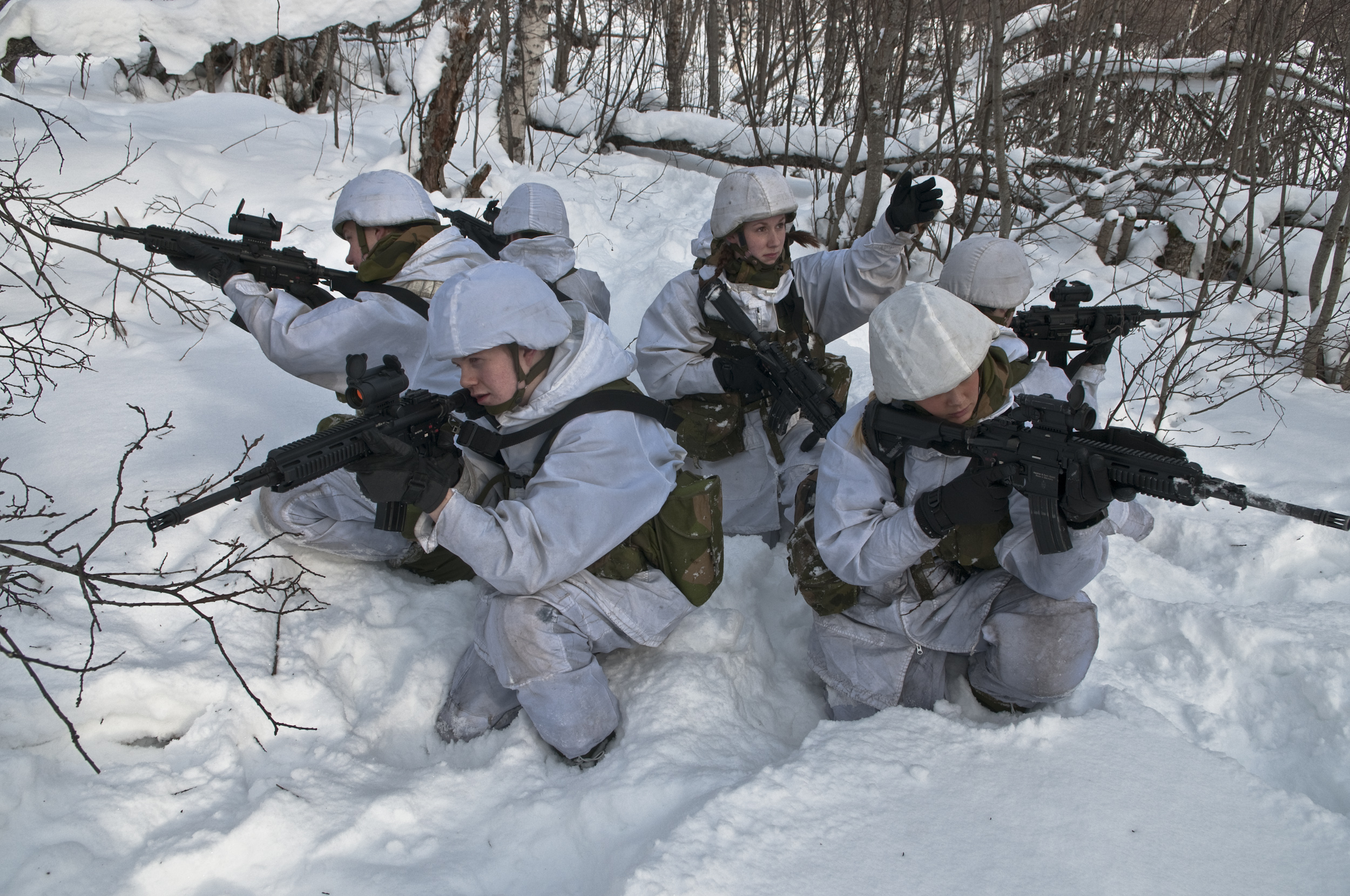
Norwegische Soldatinnen

Der Frauenanteil lag 2009 bei rund 7 %. Seit 2009 sind auch Frauen verpflichtet, sich mustern zu lassen, der Wehrdienst blieb aber freiwillig. 2015 wurde die allgemeine Wehrpflicht auch für Frauen eingeführt, wobei im Parlament eine breite Mehrheit bestand. Nur die christlich-demokratische Partei (10 von 169 Sitzen) stimmte dagegen. Die ersten Frauen wurden ab 2016 einberufen. Norwegen war die erste Armee, die mit den Jegertroppen 2014 eine Spezialeinheit nur mit Frauen aufstellte.

### Österreich
Bereits in der Zeit des kaiserlichen Österreichs gab es Frauen in den österreichischen Streitkräften, die jedoch allesamt vorgaben, Männer zu sein, um ihren Dienst an der Waffe antreten zu können. Im Ersten Weltkrieg erlangten Viktoria Savs und Stephanie Hollenstein durch ihren Einsatz an der Front Bekanntschaft. Aus der Zeit davor seien Johanna Sophia Kettner und der Leutnant Francesca Scanagatta an dieser Stelle erwähnt.
In der Republik Österreich waren Sylvia Sperandio und Ingrid Ure die ersten weibliche Offiziere des Bundesheeres.
Frauen sind im Zuge der Allgemeinen Wehrpflicht Männern nicht gleichgestellt, können jedoch seit 1998 im Bundesheer freiwillig als Soldatinnen dienen und haben das Recht, diesen Dienst zu beenden. Für sie gelten geringere körperliche Leistungsanforderungen bei Aufnahmetests und in der späteren Berufsausübung (vergleiche Schweizer Armee). 2010 waren 348, etwas mehr als 2 % der insgesamt knapp 15.000 Berufssoldaten Frauen, darunter 70 Leistungssportlerinnen. Trotz anfänglich hohen Interesses konnten die angestrebten mehreren tausend Soldatinnen nicht erreicht werden. Der Anteil weiblicher Zivilbediensteter betrug rund 30 %. Bis zum Jahr 2023 erhöhte sich der Anteil der Berufssoldatinnen auf 645.
Seit dem 1. April 2023 besteht darüber hinaus die Möglichkeit für Frauen freiwillig zum Grundwehrdienst einzurücken. Seit der Einführung des freiwilligen Grundwehrdienstes ist der Soldatinnenanteil bis Anfang 2024 auf rund fünf Prozent gestiegen.

### Polen
Im April 1938 bestimmte das Gesetz über die Wehrpflicht Ausnahmen für einen freiwilligen Dienst von Frauen im Sanitätsdienst, in der Flugabwehrartillerie und in der Kommunikation. Noch 1939 wurde eine militärische Ausbildungsorganisation für Frauen unter dem Kommando von Maria Wittek eingerichtet.

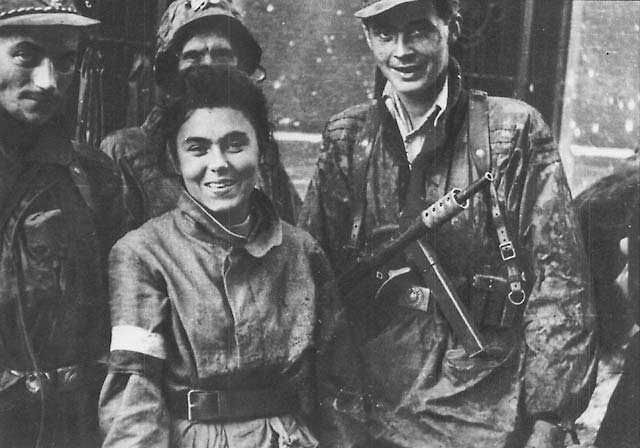
Soldaten des Bataillon Zośka während des Warschauer Aufstandes am 2. September 1944

In der Zeit der Deutschen Besetzung Polens (1939 bis 1945) unterstützten mehrere tausend Frauen in der Heimatarmee den polnischen Widerstand gegen Deutschland. Dies veranlasste die deutschen Besatzer nach der Niederschlagung des Warschauer Aufstandes im Jahre 1944, separate Kriegsgefangenenlager für über tausend Frauen einzurichten.
Seit einem neuen Gesetz von 2004 sind sämtliche Bereiche der Polnischen Armee für Frauen geöffnet. Die Zahl der weiblichen Militärangehörigen betrug am 30. Juni 2007 800.

### Russland
In Russland wurden im Zuge des Krieges gegen die Ukraine im Dezember 2022 erstmalig auch Frauen zwangsweise eingezogen. Zuvor galt die Wehrpflicht immer nur für Männer. Bereits zu Zeiten der Sowjetunion konnten Frauen Militärdienst leisten, und auch in Kämpfen teilnehmen, allerdings immer auf freiwilliger Basis. (Siehe: Frauen in der roten Armee)
In der Kaiserlich Russischen Armee gab es im Ersten Weltkrieg mit kaiserlicher Ausnahmegenehmigung die Offizierin Marija Botschkarjowa.

### Schweden
Seit 1924 leisten auch Frauen im schwedischen Militär Dienst. Die damals gegründete militärische Freiwilligenorganisation für Frauen „Svenska Lottakåren“ ist ein Teil der schwedischen Streitkräfte, in der die Dienstleistenden vornehmlich zivile Aufgaben wahrnehmen, sowie Transport, IT-Support, Organisation, Krisenmanagement und viel mehr. In Ausnahmefällen, sowie während des Zweiten Weltkrieges haben auch die Frauen in Lottakåren Bereitschaftsdienst an der Waffe geleistet. Die Organisation hat heute um die 18.000 Mitglieder.
Mit dem Inkrafttreten des schwedischen Gleichstellungsgesetzes 1980 wurden Frauen für den Dienst in der schwedischen Luftwaffe zugelassen und im Jahr danach für den Offiziersdienst in der Armee und in der Marine. Eine Reform im Jahr 1989 sah vor, sämtliche Positionen und Aufgaben für Frauen zuzulassen, auch im Kampfeinsatz an der Front. Seitdem dürfen Frauen offiziell jeden zivilen und militärischen Dienst der schwedischen Streitkräfte innehaben, wobei es erst fünf Jahre später möglich wurde, die militärische Grundausbildung der Wehrpflicht zu leisten, ohne eine anschließende Offiziersausbildung wahrzunehmen. Die schwedische Verteidigungshochschule (Försvarshögskolan) betreibt Genderforschung mit dem Schwerpunkt auf die Situation von Soldatinnen und sonstigem weiblichem Personal der schwedischen Streitkräfte.
Vom gesamten Personal des schwedischen Militärs sind 18 % weiblich. Mit 444 Berufsoffizierinnen im Jahr 2007 machten sie einen Anteil von circa 5 % aus, während circa 40 % von den Zivilangestellten der schwedischen Streitkräfte Frauen sind. Im selben Jahr waren 5 % der schwedischen Soldaten im Auslandseinsatz oder im Bereitschaftsdienst Frauen.
Seit der Wiedereinführung der Wehrpflicht 2017 gilt diese auch für Frauen.

### Schweiz

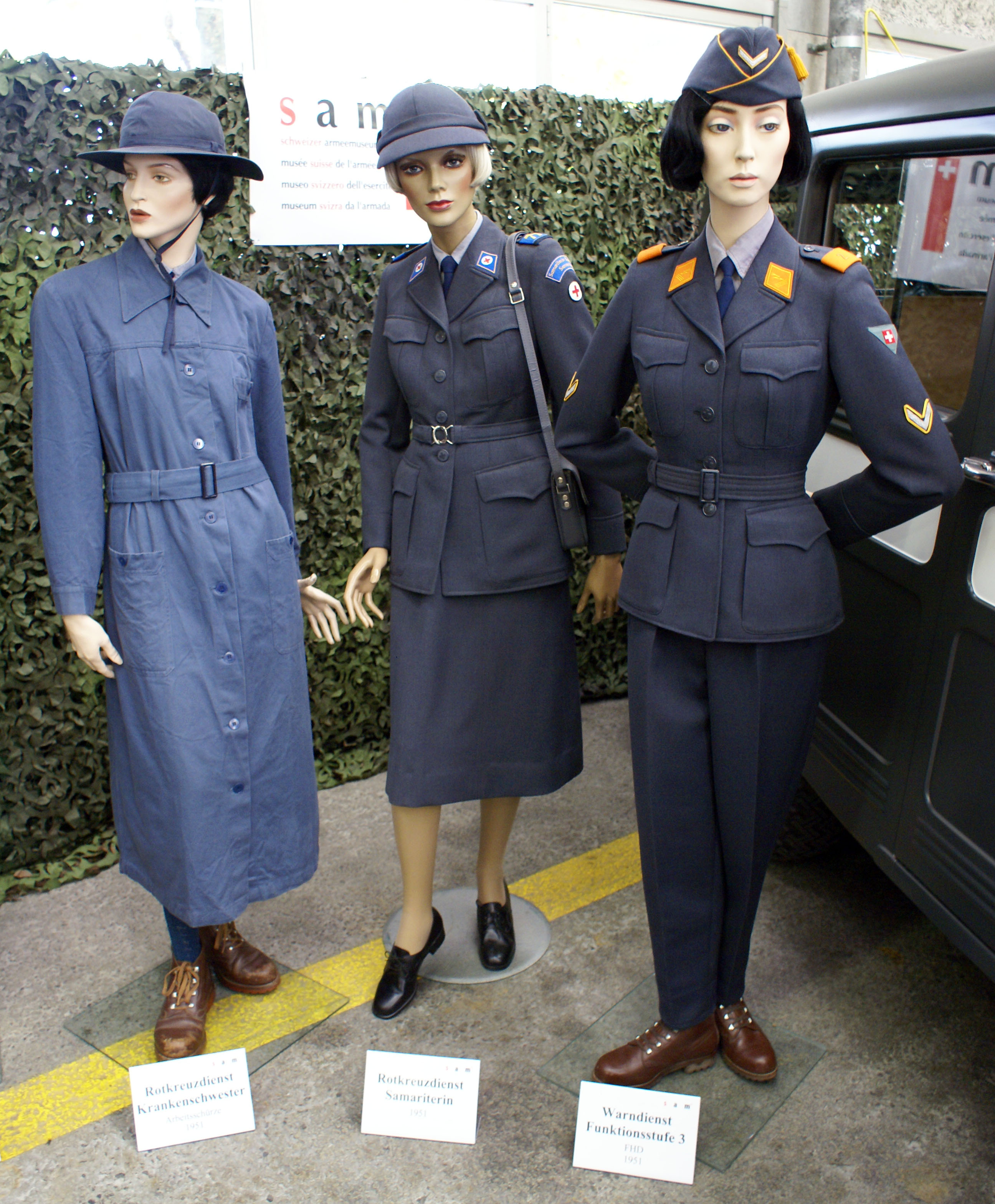
Uniformen des Schweizer Frauenhilfsdienstes, 1951

Zu Beginn des Zweiten Weltkriegs wurde in der Schweiz der Frauenhilfsdienst gegründet. Er bestand bis 1985; von 1986 bis 1994 hieß er Militärischer Frauendienst. Auch heute können diensttaugliche Schweizerinnen freiwillig Militärdienst leisten, müssen aber seit 2007 dieselben körperlichen Leistungsanforderungen wie Männer erbringen. Außerdem besteht der Rotkreuzdienst, in dem Frauen freiwillig Militärdienst leisten.

### Sowjetunion
Während des Ersten Weltkriegs wurden (nach der Februarrevolution 1917 im vorsowjetischen Russland) insgesamt 15 Fraueneinheiten mit insgesamt etwa 5.000 Frauen gebildet, zwei davon wurden auch direkt an der Front eingesetzt.
In der Sowjetunion wurden Frauen aufgrund der militärischen Notlage zu Beginn des Deutsch-Sowjetischen Kriegs auch direkt an der Front eingesetzt, während dennoch das Bild der fürsorgenden Frau an der Heimatfront propagiert wurde. Zwar war die Mehrzahl der etwa 800.000 Frauen in der Roten Armee zum Beispiel Funkerinnen oder Sanitäterinnen, doch es gab auch Spezialeinrichtungen, in denen Scharfschützinnen, Führungskader und Pilotinnen ausgebildet wurden. Eine Fliegertruppe waren die Bomberpilotinnen der Nachthexen. Nach dem „Großen Vaterländischen Krieg“ wurden diese Frauen wieder demobilisiert.
Das nationalsozialistische Regime sah in dem gleichberechtigten Einsatz von Männern und Frauen einen Beleg für die Entartung der sowjetischen Gesellschaft. Sowjetische Soldatinnen, in der NS-Sprache als „Flintenweiber“ diffamiert, sollten nach der Gefangennahme direkt erschossen werden.

### Türkei
Auch wenn Frauen bereits im Jahr 1955 erstmals zugelassen waren, lag der Frauenanteil innerhalb der türkischen Streitkräfte im Jahr 2003 laut NATO-Berichten noch bei 0,1 %. Diese Quote stieg bereits im Folgejahr auf 3,95 % und lag im Jahr 2014 bei 0,9 %.

### Vereinigte Staaten

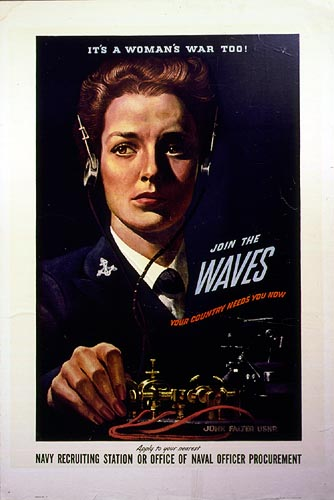
Rekrutierungsplakat für WAVES im Zweiten Weltkrieg

Einen, wenn auch zunächst nur vorübergehend gemeinten, regulären Zugang zur US Army erhielten Frauen in den USA erstmals zu Beginn des Eintritts der USA in den Zweiten Weltkrieg. Zu dieser Zeit wurden in den Teilstreitkräften der United States Armed Forces separate Einheiten für Frauen eingerichtet: Das Women’s Army Corps (WAC) als Teil der US Army machte im Mai 1942 den Anfang. Darauf folgten im August 1942 die WAVES als Teil der US Navy und im September 1942 die Women Airforce Service Pilots, deren vorrangige Aufgabe es war, Überführungsflüge der US-Luftwaffe durchzuführen, um männliche Piloten für Kampfeinsätze freizuhalten. Im April 1943 folgte schließlich die United States Marine Corps Women’s Reserve. Alle diese Einheiten waren ursprünglich nur vorübergehend gedacht und wurden nach Kriegsende weitgehend, wenn auch nicht vollständig demobilisiert.
Der permanente Zugang zu allen Teilstreitkräften wurde amerikanischen Frauen drei Jahre nach dem Ende des Zweiten Weltkrieges eröffnet, als am 12. Juni 1948 der Women’s Armed Services Integration Act (deutsch: Gesetz zur Integration von Frauen in den Streitkräften) in Kraft trat. In den folgenden Jahrzehnten wurden schrittweise Beschränkungen aufgehoben. So durften Frauen seit dem Ende 70er Jahre auf den Militärakademien studieren und auf unbewaffneten Schiffen dienen, sowie Transport- und Tankflugzeuge fliegen. Nach dem Einsatz von Tausenden Frauen im Golfkrieg wurden 1994 unter Präsident Clinton viele der noch bestehenden Beschränkungen aufgehoben und Frauen der Dienst auf bewaffneten Schiffen und die Führung von Kampfflugzeugen erlaubt. Heute sind mit Ausnahme des Dienstes als Mannschaften auf U-Booten sämtliche Bereiche der United States Armed Forces für Frauen geöffnet. Ihr Anteil an den Streitkräften beträgt 60 Jahre nach der Öffnung etwa 14 %. Von den Offizieren im Generalsrang sind 5 % weiblich, dies sind in absoluten Zahlen 57. Am 14. November 2008 wurde mit Ann E. Dunwoody die erste Frau in den USA in den Rang eines Generals erhoben. Sie leitete das U.S. Army Materiel Command (AMC) mit Zuständigkeit für die Beschaffung, Bereitstellung und Logistik des Heeres.
Für die bisherigen Beschränkungen auf U-Booten wurde die dort vorherrschende Enge und der damit einhergehende weitgehende Zwang zum Verzicht auf fast jegliche Privatsphäre für das Personal genannt. Der frühere Verteidigungsminister Robert Gates genehmigte jedoch im Februar 2010 eine Abkehr von dieser Haltung. Als Begründung dafür wurde unter anderem angeführt, dass auf neueren U-Boot-Klassen, wie den SSBNs oder SSGNs mehr Platz zur Verfügung stehe.
Der Sinn des Ausschlusses von Frauen von Kampfeinsätzen bei Bodentruppen ist inzwischen umstritten, weil in der asymmetrischen Kriegführung eine klare Trennung von Front- und Unterstützungseinheiten kaum möglich ist. Wie schon nach dem Golfkrieg haben die Erfahrungen aus den Einsätzen in Irak und Afghanistan zum Fall fast aller noch bestehenden Beschränkungen geführt. So sollten Frauen ab 2016 allumfassend in allen Kampfeinheiten wie der Infanterie in den Dienst integriert werden.
Im Jahr 2011 betrug der Anteil von Frauen bei der Air Force 19 %, bei der Navy 17 %, bei der Army 13 % und im Marine Corps 7 %.
Mit dem Amtsantritt von Verteidigungsminister Pete Hegseth, einem erklärten Gegner der Beteiligung von Soldatinnen an Kampfhandlungen, der die Öffnung militärischer Positionen für Frauen als Ursache für einen massiven Leistungsabfall der US-Streitkräfte bezeichnet hatte, setzte in der 2. Amtszeit von Donald Trump als US-Präsident ein Umdenken ein. Hegseth stellte die bisherigen Errungenschaften in Frage und möchte „geschlechtsneutrale Standards“ einführen, denen Frauen und Männer gleichermaßen entsprechen müssen, um in Kampfeinheiten dienen zu können.

## Bekannte Soldatinnen

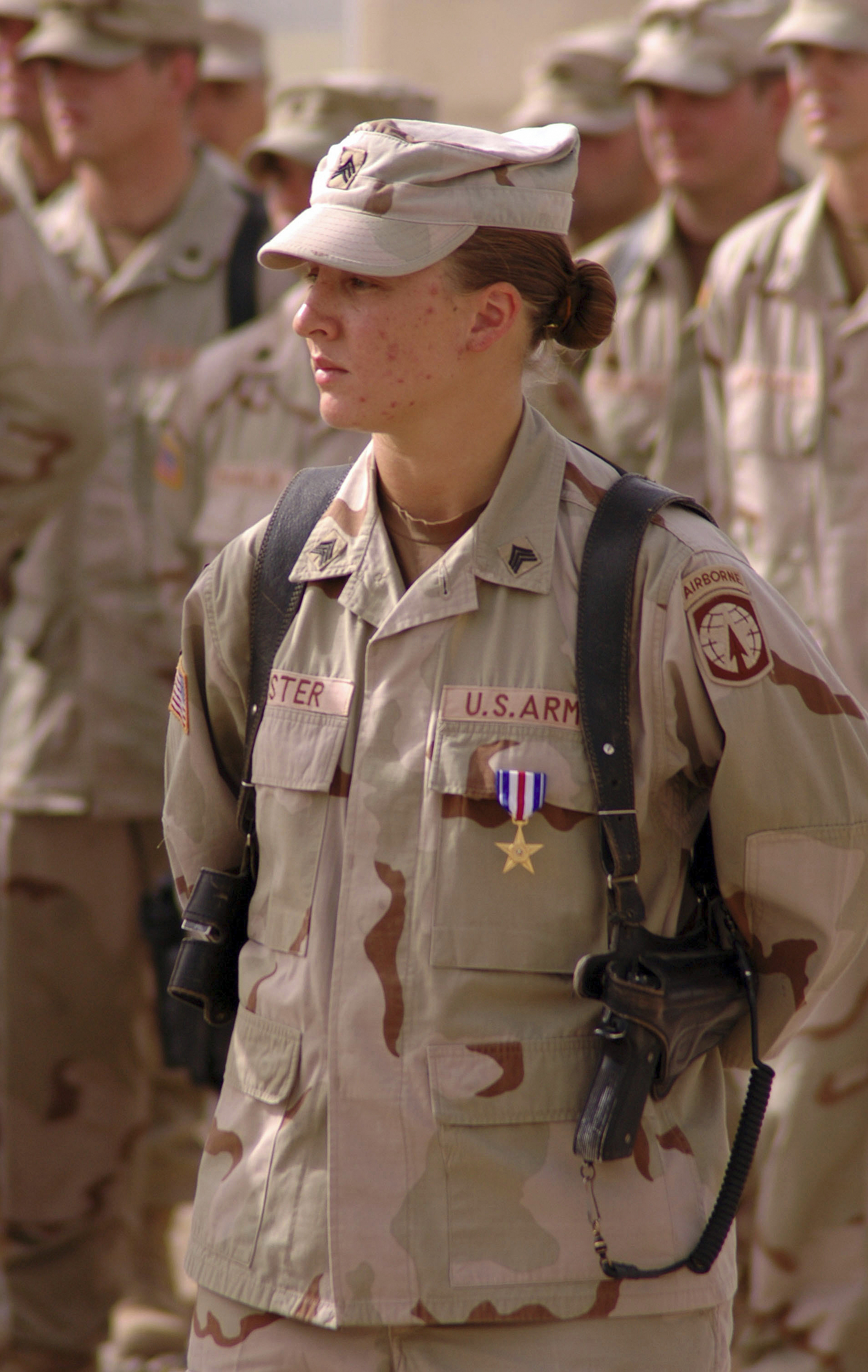
Soldatin Leigh Ann Hester nach der Verleihung des Silver Star, Juni 2005.

- Jeanne d’Arc
- Marija Botschkarjowa
- Jacqueline Cochran
- Eileen Collins
- Tammy Duckworth
- Ann E. Dunwoody
- Lynndie England
- Kara Fatma
- Erika Franke
- Sabrina Harman
- Marcelite J. Harris
- Kenau Simonsdochter Hasselaer
- Grace Hopper
- Mariam al-Mansuri
- Gesche Meiburg
- Andrea Leitgeb
- Anna Lühring
- Jessica Lynch
- Marija Oktjabrskaja
- Eleonore Prochaska
- Ecaterina Teodoroiu
- Verena von Weymarn
- Marina Yurlova

## Kritik

### Physische Leistungsfähigkeit
Frauen besitzen im Bevölkerungsdurchschnitt etwa zwei Drittel der physischen Leistungsfähigkeit von Männern. Im militärischen Bereich behilft man sich damit, dass Frauen teilweise deutlich geringere physische Leistungskriterien bei Einstellungs- und Fitnesstests zugestanden werden. In der Schweizer Armee wurde diese Bevorzugung 2007 wieder rückgängig gemacht.
Das Sozialwissenschaftliche Institut der Bundeswehr hat die internationale Situation bei der physischen Leistungsfähigkeit von Frauen im Kampfeinsatz und hinter den Linien zusammengestellt:
Frauen haben im Durchschnitt 55 % der Muskelkraft und 67 % der Ausdauerleistungsfähigkeit von Männern. Die besten 20 % der Frauen haben dieselbe körperliche Leistungsfähigkeit wie die schlechtesten 20 % der durchschnittlichen männlichen Bevölkerung. Nur 3 % von 65.000 untersuchten Soldatinnen der US-Armee, welche körperlich anspruchsvolle Aufgaben durchführen mussten, erbrachten die geforderte Leistung. 45 % der weiblichen Marines sind im Gefechtstraining nicht in der Lage, eine Handgranate so weit zu werfen, dass sie nicht sich oder ihre Kameraden verwunden würden.
Forderungen nach mehr Training für Soldatinnen ergaben, dass in gemeinsamen Trainingsprogrammen Männer deutlich besser trainierbar waren. Dabei steigerten die Männer gegenüber den Frauen ihre Kraft in den Beinen um 38 %, die Ausdauer um 48 %. Noch deutlicher waren die Unterschiede bei der Kraft im Oberkörper. Dabei steigerten sich die Männer gegenüber den Frauen um 270 %, bei der Ausdauer um 473 %. Höhere Trainingsbelastung wirkt sich mannigfaltig aus.
Im Einsatz bedarf es im militärischen Sanitätsdienst durchschnittlich zehn Frauen, um mit Krankentragen dieselbe Leistung wie sechs Männer zu erreichen. Der Reifenwechsel am LKW ist aufgrund des Gewichts der Reifen nur schwer durchführbar. Gleiches gilt beim Abladen von schwerem Gerät oder Mannschaftszelten. Im Zweiten Golfkrieg (Erster Irakkrieg) beschrieb Cpt. Mary Roou die Möglichkeiten des Schutzes ihrer Versorgungseinheit vor feindlichem Feuer folgendermaßen: “There is no way that women can dig foxholes or as many as may be required, as men!” (deutsch: „Es gibt keine Möglichkeit, dass Frauen Schützenlöcher in so ausreichender Anzahl graben, wie es Männer könnten!“)
Nach einer erfolgreichen Klage gegen die britische Luftwaffe dürfen Soldatinnen beim Marschieren künftig kleinere Schritte (69 statt 76 Zentimeter) als ihre männlichen Kameraden machen. Die längere Schrittlänge hatte zu Schädigungen im Rücken und im Becken geführt. Zukünftig sollen in Truppen, denen Männer und Frauen angehören, die Soldatinnen das Tempo angeben. Der ehemalige Verteidigungsminister Gerald Howarth bezeichnete den Fall als “completely and utterly ridiculous – it belongs in the land of the absurd.” (deutsch: „… ganz und gar lächerlich – er gehört ins Land des Absurden.“)
Im Januar 2014 setzte die US-Marineinfanterie die geplante Einführung von Klimmzugtests für Soldatinnen zunächst aus, weil „etwas mehr als die Hälfte der Teilnehmerinnen an einem Training keine drei Klimmzüge geschafft habe, die Armee aber keine unüberwindbaren Hürden für Frauen schaffen wolle.“ Die Fähigkeit, das eigene Gewicht anheben zu können, ist ein Maßstab für die Kraft im Oberkörper und im Gefecht notwendig, um Kameraden zu bergen, selbst über eine Mauer klettern zu können und schwerere Munition zu tragen. Im Gefecht haben US-Marines eigene Ausrüstung von etwa 40 kg, Kanoniere zusätzlich rund 25 kg mitzuführen.

### Bedenken bezüglich Truppenmoral und Kampfkraft
Im israelischen Militär litt die Kampfmoral der Truppe während des Unabhängigkeitskriegs 1948 deutlich stärker, wenn Soldatinnen im Einsatz fielen. Des Weiteren zögerten die gegnerischen arabischen Truppen länger, sich gegenüber Frauen zu ergeben. Außerdem wurde festgestellt, dass Frauen in der Kriegsgefangenschaft höheren Risiken als ihre männlichen Kameraden ausgesetzt wären, namentlich dem Risiko, vergewaltigt zu werden.
Obwohl 2007 weibliche Rekruten für Kampfeinheiten zugelassen wurden, beträgt ihr Anteil an diesen etwa 3 % – und das, obwohl Frauen 33 % der israelischen Streitkräfte stellen.
2011 bemängelten 35,8 % der männlichen und 15,8 % der weiblichen deutschen Soldaten einen Verlust der Kampfkraft durch die Aufnahme von Frauen.
Eine Langzeitstudie des US Marine Corps kam zum Ergebnis, dass aus Frauen und Männern bestehende Einheiten nicht so kampfstark sind wie rein männliche Einheiten. Bei 69 % der Aufgaben waren alle rein männlichen Einheiten besser als die gemischten. Lediglich bei 1,5 % der Übungen waren die durchmischten Einheiten besser als alle männlichen Einheiten.

### Weitere Bedenken
Bei weiblichen US-Veteranen wurde 2015 eine sechsmal so hohe Selbstmordrate festgestellt wie bei Frauen, die nie in der US-Armee dienten. Die Selbstmordrate unter männlichen US-Veteranen war hingegen weniger als doppelt so hoch wie die unter männlichen Nicht-Veteranen.
Eine Studie zur Integration von Frauen im Österreichischen Bundesheer zeigte, dass weibliche Soldaten einem dreimal höherem Mobbingrisiko ausgesetzt sind als ihre männlichen Kollegen.
Studien zeigten, dass Frauen im Einsatz ein mehr als doppelt so hohes Muskel-Skelett-Verletzungsrisiko haben. Auch das weibliche Skelett weist eine geringere Dichte auf und ist anfälliger für Brüche. Bei der britischen Armee hat man häufig Beckenbrüche festgestellt und ist dazu übergegangen, keine gemeinsamen Trainings von Soldatinnen und Soldaten mehr durchzuführen.
Ein Drittel von 450 befragten Soldatinnen berichteten über Harninkontinenz während des Exerzierens und bei Gefechtsübungen. Dies hat Einfluss auf die zusätzliche Bereitstellung von Hygiene- und Gesundheitseinrichtungen für Soldatinnen während des Kampfeinsatzes, wo oft extrem primitive Bedingungen herrschen.

### Filme
- Feldtagebuch – Allein unter Männern. Dokumentarfilm von Aelrun Goette, Deutschland 2001: über vier Frauen bei der Bundeswehr
- Soldier Girls. Dokumentarfilm von Nick Broomfield, USA 1981
- Swing Shift – Liebe auf Zeit. Filmdrama von Jonathan Demme, USA 1984: zu Frauen in der Rüstungsindustrie während des Zweiten Weltkriegs

## Frauenanteile im Militär weltweit
Die folgende Liste enthält Daten aus verschiedenen Ländern zu unterschiedlichen Zeitpunkten:
| Land                         | Frauen  | Jahr | Bemerkungen |
| ---------------------------- | ------- | ---- | --- |
| Israel                       | 33,0 %  | 2011 | 51 % Offiziere, 3 % Kampftruppe, 15 % technisches Personal. Wehrpflicht für Frauen.                                                                           |
| Angola                       | >30,0 % | 2014 | eigene Angaben, nicht verifiziert |
| Südafrika                    | 30,0 %  | 2014 | [ 88 ] |
| Lettland                     | 23,0 %  | 2007 | [ 89 ] |
| Namibia                      | 23,0 %  | 2014 | [ 88 ] |
| Tansania                     | >20,0 % | 2014 | eigene Angaben, nicht verifiziert |
| Seychellen                   | ~20,0 % | 2014 | [ 88 ] |
| Simbabwe                     | ~20,0 % | 2014 | [ 88 ] |
| Kanada                       | 17,3 %  | 2007 | [ 89 ] |
| Ungarn                       | 17,3 %  | 2007 | [ 89 ] |
| Frankreich                   | 15,5 %  | 2010 | [ 19 ] |
| Slowenien                    | 15,3 %  | 2007 | [ 89 ] |
| Vereinigte Staaten           | 14,3 %  | 2009 | Reserve 23,7 %, Nationalgarde 14,0 % |
| Deutschland                  | 13,7 %  | 2025 | Frauen erhalten bei der Bewertung der körperlichen Leistungsfähigkeit einen Geschlechtszuschlag. Von 80.768 Zivilbeschäftigten sind 31.709 weiblich (39,3 %). |
| Portugal                     | 13,0 %  | 2007 | [ 89 ] |
| Ukraine                      | 13,0 %  | 2009 | Frauen im Offiziersrang 7 % |
| Australien                   | 12,8 %  | 2000 | [ 93 ] |
| Tschechien                   | 12,2 %  | 2006 | [ 55 ] |
| Spanien                      | 12,0 %  | 2007 | [ 89 ] |
| Litauen                      | 12,0 %  | 2007 | [ 89 ] |
| Chile                        | 10,3 %  | 2007 | [ 94 ] |
| Lesotho                      | ~10,0 % | 2014 | angestrebte Quote: 30 % |
| Sambia                       | ~10,0 % | 2014 | [ 88 ] |
| Vereinigtes Königreich       | 9,3 %   | 2007 | Frauen im Offiziersrang 11,2 % (2006) |
| Niederlande                  | 9,0 %   | 2007 | [ 89 ] |
| Slowakei                     | 8,7 %   | 2007 | [ 89 ] |
| Belgien                      | 8,3 %   | 2006 | [ 55 ] |
| Malawi                       | 8,0 %   | 2014 | [ 88 ] |
| Norwegen                     | 7,0 %   | 2009 | 2014 wurde die allgemeine Wehrpflicht auch für Frauen beschlossen. Seit Mitte 2016 werden Frauen eingezogen.                                                  |
| Rumänien                     | 6,4 %   | 2007 | [ 89 ] |
| Bulgarien                    | 6,0 %   | 2006 | [ 55 ] |
| Irland                       | 5,7 %   | 2010 | |
| Luxemburg                    | 5,7 %   | 2006 | [ 55 ] |
| Griechenland                 | 5,6 %   | 2007 | [ 89 ] |
| Dänemark                     | 5,4 %   | 2007 | [ 89 ] |
| Mosambik                     | 5,0 %   | 2014 | [ 88 ] |
| Schweden                     | 5,0 %   | 2009 | [ 92 ] |
| Türkei                       | 3,1 %   | 2006 | [ 55 ] |
| Demokratische Republik Kongo | 3,0 %   | 2014 | [ 88 ] |
| Italien                      | 2,6 %   | 2007 | [ 89 ] |
| Österreich                   | 5,0 %   | 2024 | [ 97 ] |
| Botswana                     | 1,0 %   | 2014 | [ 88 ] |
| Polen                        | 1,0 %   | 2007 | [ 89 ] |
| Madagaskar                   | 0,1 %   | 2014 | angestrebte Quote: 10 % |
| Land                         | Frauen  | Jahr | Bemerkungen |